# Miguel Roca Cabanellas
Miguel Roca Cabanellas (Palma di Maiorca, 18 aprile 1921 – Motilla del Palancar, 8 gennaio 1992) è stato un arcivescovo cattolico spagnolo.

## Biografia
Monsignor Miguel Roca Cabanellas nacque a Palma di Maiorca il 18 aprile 1921. Era l'ottavo di dieci fratelli.

### Formazione e ministero sacerdotale
Frequentò la scuola secondaria nel collegio del Pilar a Madrid, un istituto dei padri marianisti. Nel 1941 interruppe gli studi di ingegneria per entrare nel seminario di Madrid. Lì ebbe come direttore spirituale padre José María García Lahiguera. Questi sarebbe stato suo predecessore nella sede episcopale di Valencia.
Il 31 maggio 1947 fu ordinato presbitero. Per due anni fu vicario coadiutore ad Aranjuez e ad Algodor. Nel 1949 venne inviato a Roma per studi. Nel 1955 conseguì il dottorato in teologia presso la Pontificia Università Gregoriana con una tesi sulla grazia nell'opera di Michele Baio. Nel 1957 venne nominato rettore della chiesa di Santa Maria in Monserrato degli Spagnoli e canonico della basilica di Santa Maria Maggiore a Roma. Durante il Concilio Vaticano II prestò servizio come perito per l'episcopato spagnolo.

### Ministero episcopale
Il 20 luglio 1966 papa Paolo VI lo nominò vescovo coadiutore di Cartagena e titolare di Tigimma. Ricevette l'ordinazione episcopale il 2 ottobre successivo dall'arcivescovo Antonio Riberi, nunzio apostolico in Spagna, co-consacranti il vescovo coadiutore di Teruel e Albarracín Juan Ricote Alonso e il vescovo ausiliare di Madrid Maximino Romero de Lema. Guidò la diocesi in prima persona a causa delle precarie condizioni di salute di monsignor Ramón Sanahuja Marcé. Il 22 aprile 1969 succedette alla medesima sede. Durante i dodici anni di governo di questa sede creò e potenziò diverse strutture diocesane, applicando così le linee guida conciliari. Dedicò particolare attenzione ai sacerdoti e alla formazione dei seminaristi.
Il 25 maggio 1978 papa Paolo VI lo nominò arcivescovo metropolita di Valencia. Prese possesso dell'arcidiocesi il 29 giugno successivo.
L'8 novembre 1982 accolse in diocesi papa Giovanni Paolo II.
L'8 dicembre 1980 convocò il sinodo diocesano. Dopo una lunga fase preparatoria, aprì l'assise il 27 settembre 1986 e la chiuse il 27 giugno successivo.
Celebrò con grande risonanza in diocesi il giubileo straordinario della redenzione tra il 1983 e il 1984 e l'anno giubilare mariano tra il 1987 e il 1988.
Promosse lo spirito missionario della diocesi e visitò i sacerdoti valenciani operanti in Cile, a Cuba, in Zimbabwe, in Mozambico e in India.
Nell'ottobre del 1991 celebrò il suo giubileo episcopale d'argento: il 2 ottobre con il presbiterio diocesano al seminario di Moncada e il 5 con tutto il popolo cristiano nella chiesa cattedrale. In questa occasione il suo magistero episcopale fu riassunto in tre volumi che includevano scritti pastorali, omelie, discorsi e lettere al popolo di Dio.
Aveva un grande background teologico e un'ampia visione dei problemi contemporanei. La sua umanità e saggezza evangelica gli fecero guadagnare il rispetto, l'ammirazione e l'affetto di tutti i valenciani. La sua preoccupazione principale era di portare in diocesi gli orientamenti del Concilio Vaticano II. Per questo motivo il suo episcopato segnò un'importante pietra miliare nella storia della Chiesa di Valencia. Nell'episcopato spagnolo era considerato un rappresentante dell'ala conservatrice.
Compì la visita ad limina nel 1982, nel 1986 e nel 1991.
In seno alla Conferenza episcopale spagnola fu presidente della commissione episcopale per la dottrina della fede dal 1975 al 1981 e della commissione episcopale per l'ecumenismo dal 1981 al 1984 e membro del comitato permanente.
Morì in un incidente stradale sull'autostrada N-III, all'altezza della città di Motilla del Palancar l'8 gennaio 1992. Aveva 70 anni. Stava tornando a Valencia dopo aver trascorso il periodo di Natale a Madrid. Il prelato entrò già deceduto all'ospedale di Requena. Nell'automobile si trovavano anche la religiosa María Marín González, governante del vescovo, che morì nell'incidente, e una sorella del presule, Manuela Roca, che rimase gravemente ferita. L'autista dell'arcivescovo, Nicolás Moras, subì lesioni di lieve entità.
Papa Giovanni Paolo II nella sua lettera di condoglianze lo definì "un pastore esemplare, che dedicò generosamente la sua vita al servizio di Dio e della Chiesa".

## Genealogia episcopale e successione apostolica
La genealogia episcopale è:
- Cardinale Scipione Rebiba
- Cardinale Giulio Antonio Santori
- Cardinale Girolamo Bernerio, O.P.
- Arcivescovo Galeazzo Sanvitale
- Cardinale Ludovico Ludovisi
- Cardinale Luigi Caetani
- Cardinale Ulderico Carpegna
- Cardinale Paluzzo Paluzzi Altieri degli Albertoni
- Papa Benedetto XIII
- Papa Benedetto XIV
- Papa Clemente XIII
- Cardinale Marcantonio Colonna
- Cardinale Giacinto Sigismondo Gerdil, B.
- Cardinale Giulio Maria della Somaglia
- Cardinale Carlo Odescalchi, S.I.
- Cardinale Costantino Patrizi Naro
- Cardinale Serafino Vannutelli
- Cardinale Domenico Serafini, O.S.B.
- Cardinale Pietro Fumasoni Biondi
- Cardinale Antonio Riberi
- Arcivescovo Miguel Roca Cabanellas

La successione apostolica è:
- Arcivescovo Santiago García Aracil (1984)
- Vescovo José Vilaplana Blasco (1984)
- Vescovo Rafael Sanus Abad (1989)